# Cámara del Pueblo (Checoslovaquia)
La Cámara del Pueblo (en checo: Sněmovna lidu; en eslovaco: Snemovňa ľudu, SL) fue una de las dos cámaras de la Asamblea Federal de Checoslovaquia (junto con la Cámara de las Naciones), en el período 1969-1992, durante la República Socialista Checoslovaca (ČSSR), la Revolución de Terciopelo y la República Federal Checa y Eslovaca (ČSFR). Fue creada el 1 de enero de 1969 por la entrada en vigor de la Ley Constitucional de Federación, de la Asamblea Nacional de Checoslovaquia, que creó la República Socialista Checa y la  República Socialista Eslovaca. Dejó de existir el 31 de diciembre de 1992 con la disolución del país y la creación de las naciones independientes de República Checa y Eslovaquia.

## Descripción
La Cámara del Pueblo tenía 200 escaños, que se elegían en ambas repúblicas mediante elección directa por un período de cinco años. A medida que se eligieron más checos en toda la república federal, en la Ley de federalización se tomaron medidas contra la mayoría de los diputados eslovacos (la Cámara de las Naciones era elegida por paridad, la mitad de sus miembros por la República Socialista Checa y la otra mitad por la República Socialista Eslovaca). La Cámara del Pueblo tenía quórum con al menos una mayoría absoluta de diputados.

## Historia
En la quinta sesión de 1969, la cámara votó por unanimidad que los diputados Jan Šubrt, Jiří Pelikán (que emigró), Gertruda Sekaninová-Čakrtová, František Kriegel, František Vodsloň, Božena Fuková (que votó en contra de la adopción del acuerdo sobre la estancia de las tropas soviéticas) y Václav Prchlík fueron privados de su mandato parlamentario porque sus posiciones y actividades están en conflicto directo con los intereses del pueblo, en conflicto directo con la política del Frente Nacional, se separaron de la política de los partidos que los nominaron y recomendaron para el cargo de diputado. Jaroslav Kožešník, Vladimír Vedra, Jan Fojtík y Vladimír Mařík fueron elegidos para reemplazarlos de la misma manera, por decisión unánime de la cámara.

## Presidentes de la Cámara del Pueblo
| Elecciones | Legislatura | Presidentes                                                      |
| ---------- | ----------- | ---------------------------------------------------------------- |
| 1969       | 1969-1971   | Josef Smrkovský, Soňa Pennigerová                                |
| 1971       | 1971-1976   | Václav David                                                     |
| 1976       | 1976-1981   | Václav David                                                     |
| 1981       | 1981-1986   | Václav David                                                     |
| 1986       | 1986-1990   | Cooptación 1989-1990 Vladimír Vedra (1986–1989), Josef Bartončík |
| 1990       | 1990–1992   | Rudolf Battěk                                                    |
| 1992       | 1992–1992   | Václav Benda                                                     |

## Número de diputados elegidos en la República Checa y la República Eslovaca
|                                                  | 1971 | 1976 | 1981 | 1986 | 1990 | 1992 |
| ------------------------------------------------ | ---- | ---- | ---- | ---- | ---- | ---- |
| República Socialista Checa/República Checa       | 137  | 136  | 136  | 134  | 101  | 99   |
| República Socialista Eslovaca/República Eslovaca | 63   | 64   | 64   | 66   | 49   | 51   |
| Total                                            | 200  | 200  | 200  | 200  | 150  | 150  |